# Vol All Nippon Airways 58
Le vol All Nippon Airways 58 était un vol intérieur régulier reliant Sapporo à Tokyo, opéré par un Boeing 727 d'All Nippon Airways (ANA). Le 30 juillet 1971, à 2 h 04 heure locale, un avion de chasse F-86 Sabre de la Force aérienne d'autodéfense japonaise (JASDF) est entré en collision avec le 727, provoquant la perte de contrôle et le crash des deux avions. 
Les 162 passagers et membres d'équipage à bord du vol 58 ont été tués, tandis que le pilote du Sabre, qui effectuait un vol de formation au sein de la JASDF, a réussi à s'extraire de son avion après la collision et à se parachuter en lieu sûr. Il s'agit du 3ème accident aérien le plus meurtrier de l'histoire du Japon, derrière ceux du vol Japan Airlines 123 et du vol China Airlines 140.

## Contexte

### Avion
L'appareil impliqué était un Boeing 727-281 immatriculé JA8329 (numéro de série 20436/788) ; il est acquis par la compagnie aérienne trois mois avant l'accident et totalise seulement

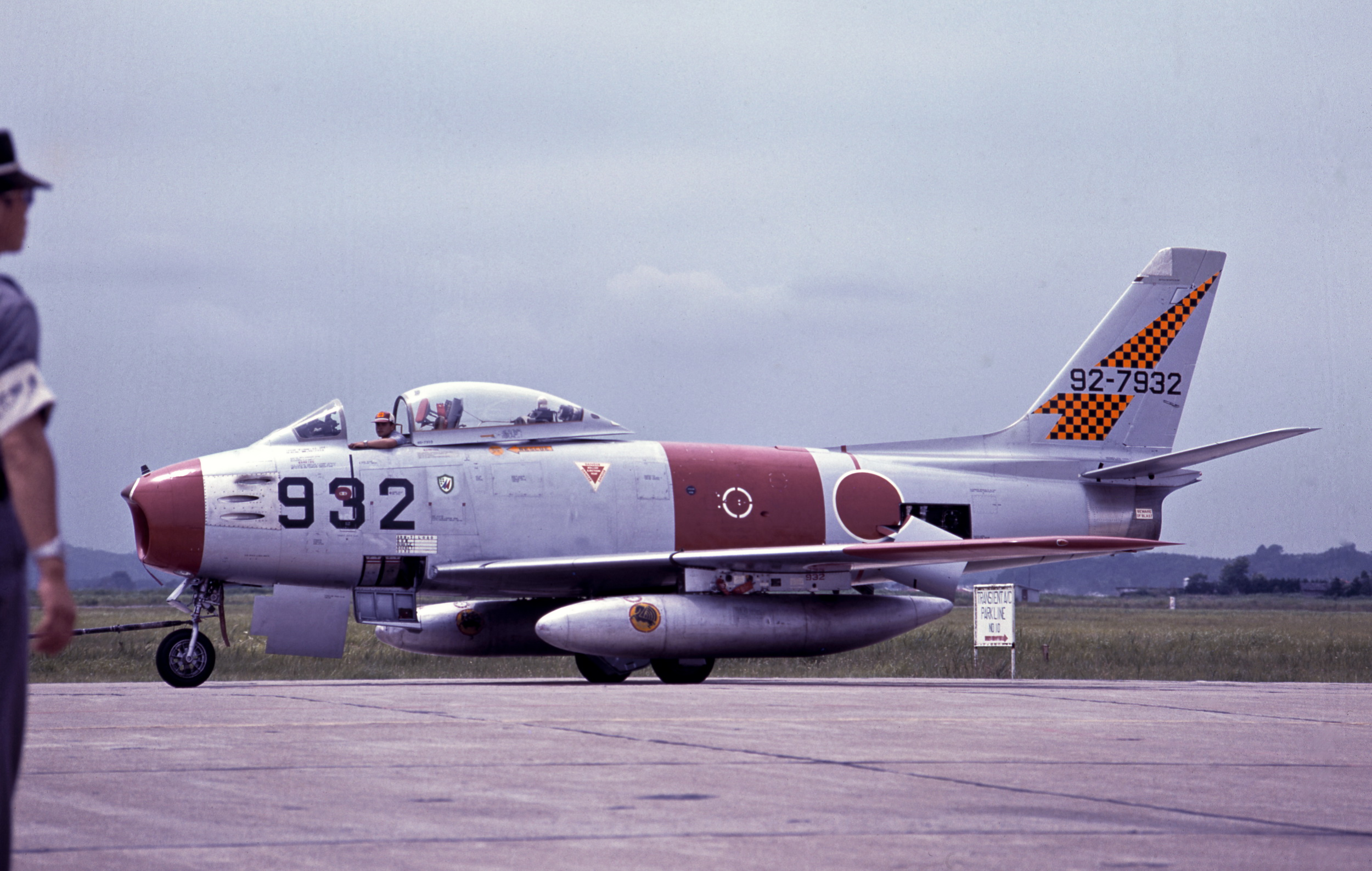
Le Mitsubishi F-86F Sabre impliqué dans l'accident (92-7932), photographié cinq jours avant la collision.

L'avion de chasse de la JASDF, appartenant à la 1ère escadre aérienne basée sur la base aérienne de Matsushima, était un Mitsubishi F-86F Sabre, la version japonaise du célèbre avion de chasse de North American Aviation, portant le numéro de queue 92-7932. Au moment de l'accident, le F-86F était l'un des principaux avions de chasse dans l'inventaire de la JASDF.

### Passagers et équipage
La plupart des passagers sur ce vol venaient de Fuji (Shizuoka), dans la préfecture de Shizuoka, et revenaient d'un voyage à Hokkaidō. Parmi les passagers, 125 d'entre eux faisaient partie d'un groupe de touristes composé des membres d'une société pour les proches des militaires japonais tués pendant la Seconde Guerre mondiale. 
Le commandant de bord du vol 58, Saburo Kawanishi (41 ans), avait plus de 8 000 heures de vol, dont 242 heures sur Boeing 727 ; il a transmis un bref appel d'urgence peu après la collision. Le copilote, Tsuji Kazuhiko (27 ans), totalisait plus de 2 200 heures de vol, dont 624 heures sur 727. L'ingénieur de vol américain, Donald M. Carpenter (30 ans), comptait près de 2 500 heures de vol, dont 206 heures sur 727.

## Accident
Le vol 58 a décollé de l'aéroport de Sapporo-Chitose, avec 155 passagers et 7 membres d'équipage à bord, pour un vol intérieur à destination de l'aéroport international de Haneda, à Tokyo. Après le décollage, l'avion a atteint son altitude de croisière d'environ 28 000 pieds (8 500 m). 
Pendant ce temps, un pilote en formation de la JASDF âgé de 22 ans et son instructeur pratiquaient des manœuvres aériennes dans leurs deux F-86F Sabre près de Morioka, dans le nord de l'île de Honshū. Le stagiaire, ignorant la présence du 727, a reçu l'ordre de son instructeur de s'éloigner du vol 58 alors qu'il s'approchait et s'est incliné à gauche pour l'éviter, mais il était déjà trop tard et, quelques instants plus tard, le bord d'attaque de l'aile droite du Sabre a cisaillé l'empennage horizontal gauche du 727, à une altitude de 26 000 pieds (7 900 m). 
Les dommages infligés à la queue du 727 l'ont rendu incontrôlable ; il est entré dans une plongée abrupte et s'est désintégré en plein vol, les débris de l'appareil tombant près de la ville de Shizukuishi, dans la préfecture d'Iwate. On ne compte aucun survivant parmi les 162 occupants du vol 58.
Le Sabre, ayant perdu son aile droite, est entré dans une vrille qui a empêché l'élève-pilote de s'éjecter, il a donc débouclé son harnais de sécurité et s'est dégagé de l'appareil. Il a réussi à déployer son parachute et à atterrir en toute sécurité, tandis que son appareil finissait sa course dans une rizière voisine.

## Conséquences
Les pilotes de la JASDF furent ultérieurement jugés et le stagiaire acquitté d'une accusation d'homicide involontaire. En revanche, l'instructeur fut reconnu coupable d'homicide par négligence criminelle et condamné à trois ans de prison, assortis d'une suspension de vol de trois ans ; il perdit également son emploi. Keikichi Masuhara, directeur général de l'Agence de défense japonaise (aujourd'hui ministère de la Défense), et le général Yasuhiro Ueda, chef d'état-major de l'armée de l'air, démissionnèrent par la suite, assumant la responsabilité de l'accident.
Le crash du vol 58 fut, à l'époque, la catastrophe aérienne la plus meurtrière de l'histoire de l'aviation, surpassant celui d'un C-130 à Kham Duc en 1968 et celui du vol Viasa 742, survenue au Venezuela en 1969.